# Hayward (Kalifornia)
Hayward város az USA Kalifornia államában. Lakosainak száma 162 954 fő (2020. április 1.).

## Népesség
A település népességének változása:

| 2010 | 144 186 |
| 2020 | 162 954 |

## Híres haywardiak
- Dwayne Johnson (* 1972) amerikai színész, profi pankrátor